# Новый Посёлок (Тутаевский район)
Новый Посёлок — деревня в Тутаевском районе Ярославской области России. В рамках организации местного самоуправления входит в Левобережное сельское поселение, в рамках административно-территориального устройства — относится к Метенининскому сельскому округу.

## География
Расположена в 22 километрах к северу от райцентра города Тутаева.

## История
Каменный храм во имя Рождества Пресвятой Богородицы с колокольней в селе Теляково построен в 1812 году на средства прихожан на месте утраченной деревянной церкви XVI-XVII веков. Престолов было три: во имя Рождества Пресвятой Богородицы; во имя святителя Николая, архиепископа Мир Ликийских, чудотворца; во имя праведных Богоотец Иоакима и мученицы Анны. 
В конце XIX — начале XX века село Теляково входило в состав Курякинской волости Романово-Борисоглебского уезда Ярославской губернии.
С 1929 года село Теляково входило в состав Куряковского сельсовета Тутаевского района, в 1941 — 1959 годах — в составе Арефинского района, с 1954 года — в составе Метенинского сельсовета, с 2005 года — в составе Левобережного сельского поселения.

## Население
| 1859 | 1914 | 2002 | 2007 | 2010 |
| ---- | ---- | ---- | ---- | ---- |
| 34   | ↗45  | ↘11  | ↘9   | ↘8   |

## Достопримечательности
В деревне расположена недействующая Церковь Рождества Пресвятой Богородицы (1812).